# Hanigovce
Hanigovce jsou obec na Slovensku v okrese Sabinov. Žije v nich 127 obyvatel. 

## Historie
První písemná zmínka o obci pochází z roku 1330, kdy je uváděná jako Henigsdorf, později jako Henyngfalua v roce 1349, villa Henningi v roce 1364, Naghennyng v roce 1392, Hanigowze v roce 1773 a od roku 1920 jako Hanigovce; maďarský název je Hőnig nebo Henig; německý název je Hönigsdorf.
Do konce 14. století byla obec majetkem hradního panství Šariš. V roce 1427 byla daněna z 27 port. V období 17.–19. století obec vlastnili Péchyovci.
V roce 1787 žilo v 70 domech 456 obyvatel a v roce 1828 žilo 391 obyvatel v 53 domech. Největší počet obyvatel, a to 1057 obyvatel, měla obec v roce 1940. Po 2. světové válce se 7 rodin odstěhovalo do Česka a 41 rodin se odstěhovalo do Sovětského svazu. V roce 1950 byla z Hanigovců vyčleněna Milpoš.. 

## Přírodní poměry
Obec leží na jižních svazích Čergova v údolí Hanigovského potoka. Povrch území je členitý s nadmořskou výškou v rozmezí 423 až 950 metrů, střed vesnice je ve výšce 520 metrů, a je tvořen flyšem. Celková rozloha obce je 8,47266 km², z toho v roce 2020 připadalo 43 % na zemědělskou půdu. Celkové využití půdy (2020): 17 % orná půda, 2 % zahrady, 24 % travnaté plochy a 53 % lesy. V roce 2023 připadalo 358,50 ha na zemědělskou půdu, z toho141,46 ha byla orná půda, 18,48 ha zahrady a 196,68 ha travnaté plochy. Lesy pokrývaly 446,07 ha, 7,57 ha byla vodní plocha a 14,35 ha zastavěna plocha a nádvoří.
Jeden z pramenů Hanigovského potoka má sirouhličitou minerální vodu. Potok ústí do řeky Torysa. Obec sousedí:
s
|        | Kamenica, Livovská Huta | Olejníkov |
| Milpoš |                         | Ľutina    |
|        | Červenica pri Sabinove  |           |

## Pamětihodnosti
- zřícenina Hanigovského hradu z 13. století.
- řeckokatolický chrám svatého Demetra z konce 18. století, postavený v barokně-klasicistickém slohu.[12] Kostel patří pod řeckokatolickou farnost Milpoš děkanátu Sabinov archeparchie prešovské.[13]
- dřevěný pravoslavný chrám svatých Petra a Pavla postavený v roce 1931[14][4]

## Osobnosti
- Anton Beskid (1855–1933), rusínský právník, politik a guvernér Podkarpatské Rusi
- Nikolaj (metropolita), arcibiskup prešovský a metropolita pravoslavné církve v českých zemích a na Slovensku